# Carmen Boni

Carmen Boni um 1929 auf einer Fotografie von Alexander Binder

Carmen Boni (eigentlich Carmela Bonicatti; * 17. April 1904 in Rom; † 18. November 1963 in Paris) war eine italienische Schauspielerin.

## Leben
Die Tochter eines Colonels und von „Teresa Rovere di Bergeggi“ debütierte unter ihrem Realnamen 1919 in einem Film der römischen Nova Film; nach einem Ruf von Diana Karenne erfolgte ihr Durchbruch unter Künstlernamen, unter dem sie zunächst in italienischen Filmen in Rollen heiterer und burschikoser Mädchen auftrat. Nach Publikumserfolgen u. a. unter Guglielmo Zorzi nahm sie Augusto Genina, mit dem sie auch privat liiert war und in den folgenden Jahren häufig filmte, unter Vertrag und erregte mit Komtess Bubikopf auch international Aufmerksamkeit. 1927 wurde Boni nach Berlin verpflichtet und übernahm in den folgenden zwei Jahren Hauptrollen in deutschen Produktionen.
Zu Beginn der Tonfilmzeit verließ sie Deutschland und arbeitete vorwiegend in Paris. Sie war nun in einigen Sprachversionen-Filmen der Paramount Pictures zu sehen und pendelte bis zu ihrer 1936 erfolgten endgültigen Übersiedlung nach Frankreich mehrmals zwischen ihrem Geburtsland und ihrer Wahlheimat. 1938 heiratete sie den Schauspieler Jean Rigaux. Nur noch wenige Filme folgten; in ihrem letzten Film Von Mensch zu Mensch um Henri Dunant verkörperte sie eine Gräfin.
Boni verunglückte 1963 tödlich bei einem Verkehrsunfall.

## Filmografie (Auswahl)
- 1926: Komteß Bubikopf (L'ultimo lord)
- 1927: Blutende Herzen (Addio Giovinezza!)
- 1927: Mutter, verzeih mir (Il focolare spento)
- 1927: Venus im Frack
- 1927: Ihr letztes Liebesabenteuer
- 1927: Gehetzte Frauen
- 1927: Die Gefangene von Shanghai
- 1927: Der fidele Bauer
- 1928: Der Sprung ins Glück (La storia di una piccola Parigina)
- 1928: Das Mädchen der Straße
- 1928: Liebeskarneval
- 1928: Prinzessin Olala
- 1928: Quartier Latin
- 1928: Der Adjutant des Zaren
- 1929: Katharina Knie
- 1943: Der Graf von Monte Christo – 2. Teil: Die Vergeltung (Le Comte de Monte Cristo, 2ère époque: Le châtiment)
- 1948: Von Mensch zu Mensch (D'homme à hommes)